# Јамајка коалиција
Јамајка коалиција, позната још и као Црно-жуто-зелена коалиција, означава политички савез конзервативне, либералне и зелене странке. Назив је добила према бојама јамајка заставе, црној, зеленој и жутој.
Израз је настао у Немачкој како би погрдно описао политички савез између политичко опречних Хршћанско-демократске, Слободне демокатске и Зелене странке склопљен након савезних избора 2005. година и избора Ангеле Меркел за канцеларку. Ипак, сам је израз постојао и пре 1993. искориштен као опис послеизборне коалиције у неким немачким савезним државама после покрајинских избора.
Јамајка каоалцијиом прозван је и савез Аустријске народне странке са Зеленима и Либералима након покрајинских избора 2013. године.

## Разговори о Јамајка коалицији после Избора у савезну владу 2017.
Немачки савезни избори 2017. у Бундестаг 24. септембра 2017. године допринели су великом успеху ФДП која је освојила 10,4% гласова и која се после 4 године опет вратила у целонемачки парламент. Велику заслугу за ово је имао Кристијан Линднер.
Обе до сада у Бундестагу незаступљане странке, дакле и Савез 90/Зелени (који је освојио 8,9% гласова на изборима) и тако ФДП одмах после избора изјашњава вољо да се преговара о тзв. Јамајка коалицији под вођством канцеларке Маркел.
Меркеловој (ЦДУ/ЦСУ) је било јасно да ће ове две мале
Политичке странке поставити велике захтеве за ову своју улогу. На основу Рајнише Пост које је пренила и Франкфуртер алгемајне зајтунг се већ после првог дана састају представници водећих страна ове две партије да би продискутовали могуће програме са којим би се обе сагласили. ФДП је по овим вестима требало да добије јако утицајно министарство финансија чији је чеф на ову функцију дао оставку а осим тога је ФДП захтевала министарство права и још једно даље министарство. Зелени би према овим изворима радо добили министарство иностраних послова и једно даље министарство 

Разлози за поступак ФДП су непревазидене препреке са Савезом 90/Зеленим нарочито везене за досаљавање избеглица који немају право на азил или другу форму трајног настањивања у Немечкој.
У даљем поступку се канцеларка Ангела Меркел саветовала са савезним председником Франк- Валтер Стајнмајером због тога јер је председним Мартин Шулц (СПД) истог дана искључио настављање преговора о Великој коалицији и у ово доба се може очекивати само превремени избори за Бундестаг, која је као могућност исто тако тешко прихватљива с обзиром на правне немачке прописе за ову област Сада је на потезу Франк-Валтером Штајнмајером, правомоћни савезни председник.